# Bothriocraera
Bothriocraera is een geslacht van vliesvleugeligen uit de familie Encyrtidae. De wetenschappelijke naam van dit geslacht is voor het eerst geldig gepubliceerd in 1916 door Timberlake.

## Soorten
Het geslacht Bothriocraera omvat de volgende soorten:
- Bothriocraera bicolor Compere & Zinna, 1955
- Bothriocraera flavipes Timberlake, 1916
- Bothriocraera fuores Noyes, 2010
- Bothriocraera leda Noyes, 2010